# Mucjusz Scewola (obraz Hansa Baldunga)
Mucjusz Scewola – obraz niemieckiego malarza Hansa Baldunga.

Obraz jest ilustracją do legendy rzymskiej opisanej m.in. w Dziejach Tytusa Liwiusza. Historia opowiada o bohaterskim wyczynie Mucjusza Scewoli, który podczas oblężenia Rzymu przez wojska Etrusków udał się do obozu wroga by zabić króla Larsa Porsennę. Scewola przybywszy do obozu Etrusków, udając jednego z żołnierzy dostał się przed oblicze królewskiej świty. Widząc króla i jego pisarza, na równi bogato odzianego nie potrafił rozróżnić, który jest władcą. Zaufawszy ślepemu losowi podszedł do jednego z nich i zabił pisarza. Mimo że próbował uciekać, żołnierze szybko schwytali go i postawili przed królem. Scewola nawet wówczas zachowywał się butnie wobec króla, mówiąc mu, iż w jego miejsce przyjdzie stu kolejnych walecznych i odważnych Rzymian. Rozgniewany król, grożąc nakazał by wyjawił mu jakie to zasadzki na niego czekają. Mucjusz odpowiedział: 

Patrz na to i poznaj, jak niewiele cenią sobie własne ciało ci, którzy widzą przed sobą wielką sławę - i włożył prawą rękę w ogień, rozpalony na ofiarę. A gdy ją tak palił, jakby pozbawiony czucia, król zaskoczony był tym widokiem. (Tytusz Liwiusz, Dzieje. Od założenia miasta Rzymu. 2:12)

## Opis obrazu
Baldung wiernie oddał treść legendy. Z prawej strony umieścił dwie postacie: martwego pisarza i króla. Obaj mają na sobie bardzo podobne szaty. Wszystkie postacie ubrane są w stroje współczesne malarzowi; również architektura i elementy wyposażenia pochodzą z XVI wieku. Pośrodku widać kolejkę żołnierzy, którzy czekają na wypłacenie żołdu. Po lewej stronie stoi Mucjusz. Prawą rękę ma włożoną do ognia a sam niewzruszenie patrzy wyzywająco na króla. Po tym incydencie i dzięki odważnej postawie Mucjusza, Porsenna nakazał uwolnić Scewolę i zawarł pokój z Rzymem.